# Ваганов, Фёдор Михайлович
Фёдор Михайлович Ваганов (1921—1993) — начальник Главного архивного управления при Совете министров СССР.

## Биография
С 1936 работал в колхозе. После окончания средней школы в 1936—1937 работал на маслозаводе, заведовал избой-читальней в селе Толоконцево. В 1937—1941 секретарь Толоконцевского сельсовета.
В 1941—1943 секретарь Крутинского райкома ВЛКСМ. В 1942 вступил в ВКП(б). В 1944—1950 заведующий отделом, секретарь по кадрам, первый секретарь Тюменского областного комитета ВЛКСМ.
В 1946 заочно окончил Тюменское педагогическое училище, затем одновременно Свердловскую областную партийную школу и ВПШ при ЦК КПСС в 1952, Академию общественных наук в 1960.
В 1952—1956 являлся заместителем заведующего отделом Тюменского обкома КПСС. В 1956—1960 аспирант в Академии общественных наук. В 1960—1963 работал старшим научным сотрудником в ИМЛ при ЦК КПСС. С 1963 по 1967 работал инспектором в Комитете партийного контроля и Комитете народного контроля, с 1967 по 1978 инструктор, консультант, заведующий сектором в отделе науки и учебных заведений ЦК КПСС.
Автор книги о «правом уклоне», написанной с ортодоксальных сталинистских позиций и выдержавшей два издания.
В Главархиве работал с 1978, был заместителем начальника, с 1983 начальником ГАУ СССР. Работал на этом посту до распада СССР в 1992. Умер вскоре после отставки.

## Публикации
Автор ряда научных работ по истории КПСС, коллективизации сельского хозяйства, вопросам архивного дела.
- Гусев К. В., Ваганов Ф. М., Иванов В. М. Строительство социализма в СССР и крах оппортунизма. Политиздат, 1982.
- Ваганов Ф. М. Государственный архивный фонд СССР — документальная память народа. — М.: Мысль, 1987.
- Ваганов Ф. М. Государственные архивы СССР: справочник. Мысль, 1989.
- Ваганов Ф.М. Правый уклон в ВКП(б) и его разгром (1928-1930 гг.). — Изд. 2-е, доп. и перераб. — М.: Политиздат, 1977. — 328 с.